# Єнджеювка (Люблінське воєводство)
Єнджеювка (пол. Jędrzejówka) — село в Польщі, у гміні Горай Білґорайського повіту Люблінського воєводства.
Населення — 189 осіб (2011).
У 1975-1998 роках село належало до Замойського воєводства.

## Демографія
Демографічна структура станом на 31 березня 2011 року:
|          | Загалом | Допрацездатний вік | Працездатний вік | Постпрацездатний вік |
| -------- | ------- | ------------------ | ---------------- | -------------------- |
| Чоловіки | 87      | 8                  | 63               | 16                   |
| Жінки    | 102     | 15                 | 50               | 37                   |
| Разом    | 189     | 23                 | 113              | 53                   |